# Exostema stenophyllum
Exostema stenophyllum är en måreväxtart som beskrevs av Nathaniel Lord Britton. Exostema stenophyllum ingår i släktet Exostema och familjen måreväxter. Inga underarter finns listade i Catalogue of Life.